# Titelloze geschrift
Het Titelloze geschrift is een gnostisch geschrift dat in een Koptische vertaling onderdeel is van de Codex Brucianus. Er moet een oorspronkelijk Griekse tekst zijn geweest, maar daar is nooit iets van gevonden.
De naam van de codex is ontleend aan de Schotse ontdekkingsreiziger James Bruce (1730-1794). Bruce keerde in 1774 na een verblijf van zes jaar in Ethiopië terug in Europa. Tijdens zijn reis had hij in Egypte de codex verworven. De codex bevat naast het Titelloze geschrift ook de Boeken van Jeu. 
In 1848 wist de Bodleian Library de teksten te verwerven. De teksten bestonden oorspronkelijk uit 156 pagina's van papyrus. Bij de verwerving van de codex bestond het materiaal uit losse bladen. De oorspronkelijke volgorde van de bladen was verloren. In 1868 werden de losse bladen door de Bodleian Library ingebonden in een boekvorm, maar opnieuw zonder acht te slaan op een correcte volgorde. Carl Schmidt herstelde na 1890 de juiste volgorde. In 1892 publiceerde Schmidt een Duitse vertaling. Een tweede herziene vertaling volgde in 1905. In 1918 werd een eerste Engelse vertaling van het Titelloze geschrift  van F. Lamplugh uitgegeven. Een tweede Engelse vertaling van Charlotte Baynes volgde in 1933. De oorspronkelijke Griekse tekst moet aan het eind van de derde eeuw of begin vierde eeuw zijn geschreven.

## Essentie van de inhoud
De inhoud van het geschrift is verwant aan teksten als  Marsanes, Allogenes, Zostrianus en de Drie Stèles van Seth die behoren tot de  latere platoniserende fase van de literatuur van het sethianisme, een stroming binnen gnostiek. Ook het Titelloze geschrift kent platoniserende voorstellingen. In teksten als Marsanes en  Zostrianus  wordt het pleroma op een min of meer systematische wijze beschreven. In de gnostiek is pleroma de benaming voor de volheid, de structuur en  verblijfplaats van de goddelijke wereld. 
De auteur van het Titelloze geschrift moet deze teksten gekend hebben. De auteur geeft echter echter een veel minder filosofische beschrijving van het pleroma. De taal van het Titelloze geschrift is ook religieuzer dan in de andere platoniserende geschriften. 
Het belangrijkste kenmerk is een enorme variatie van zeer veel goddelijke krachten die uit elkaar voortkomen en talloze dienaren hebben in de vorm van engelen en aartsengelen. De namen van sommige goddelijke zijnsniveaus zijn dezelfde als in Zostrianus  en Allogenes maar worden in een heel andere context gebruikt.   
Er is sprake van drie-, negen- en twaalftallen van goddelijke wezens. De Vader van het Al brengt een negental krachten voort en omvat zelf twaalf diepten. Die worden beschreven op een wijze als De  tweede diepte is de wijsheid van het Al, waaruit alle wijsheid voortkomt, De derde diepte is de mysterie van het Al, waaruit alle mysteriën voortkomen,  De achtste diepte is de voorvader van waaruit of uit wie het bestaan van alle voorvaders voortkomt.  
De belangrijkste goddelijke gestalte in het verhaal is een Setheus. Door hem daalt een goddelijke vonk af naar de materiële wereld met een mogelijkheid tot verlossing waarin een doopritueel een belangrijke rol speelt. Daarin komen veel hymnen en gebeden voor. De tekst van dit geschrift is vooral gericht op aanbidding. 